# Уссурийская область

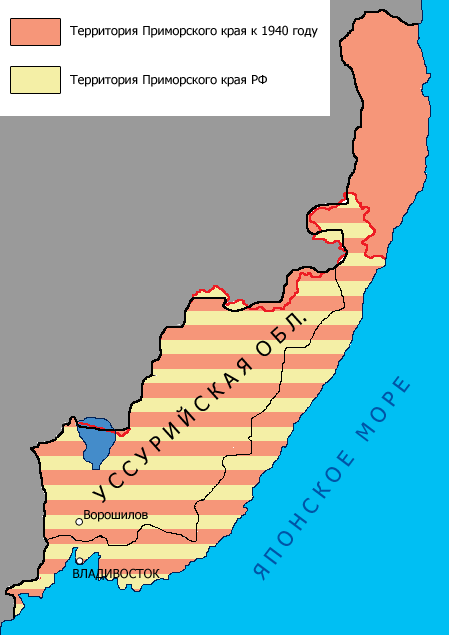
Уссурийская область на карте

Уссури́йская о́бласть — административно-территориальная единица в составе Дальне-Восточного и Приморского краёв РСФСР, существовавшая в 1934—1943 годах. Территория области не имела выхода к морю.
22 июля 1934 года ВЦИК постановил образовать Уссурийскую область с центром в городе Никольск-Уссурийске в составе районов — Никольск-Уссурийского (б. Суйфунского), Гродековского, Ивановского, Михайловского, Покровского, Спасского, Шмаковского, Ханкайского, Черниговского и Яковлевского Приморской области.
20 октября 1938 года область вошла в состав нового Приморского края. К ней были присоединены Калининский и Красноармейский районы Хабаровской области, из Бикинского района Хабаровской области Дальневосточного края в Калининский район Уссурийской области Приморского края были переданы Благовещенский, Больше-Силанский, Весёловский Виноградовский, Губеровский, Дмитрово-Василовский, Емельяновский, Знаменский, Игнатьевский, Красно-Перевальский, Кузнецовский, Макаровский, Метахезский, Надаровский, Нижне-Михайловский, Никитовский, Олоньский, Ольгинский, Стольниковский, Тартышевский, Тихоновский, Убимский, Улунгинский, Федоровский, Федосьевский, Черно-Реченский сельсоветы.
Национальный состав области по данным переписи населения 1939 года: русские — 67,4 % или 295 665 чел., украинцы — 27,4 % или 120 122 чел.
Ликвидирована 18 сентября 1943 года; районы, входившие в область, подчинены непосредственно Приморскому краю.

## Первые секретари обкома
- Слинкин, Илья Васильевич (8.1934 — 3.1936)
- Овчинников, Сергей Иванович (3.1936 — 8.1937)
- Федин, Павел Григорьевич (8.1937 — 9.1937)
- Шабалин, Семён Иванович (9.1937 — 10.1938)
- Терентьев, Иван Николаевич (10.1938 — 12.1942)
- Крючков, Павел Ермолаевич (12.1942 — 10.1943)